# Ulrich Heifer
Ulrich Heifer (* 1. Oktober 1930 in Siegen; † 14. Oktober 2018 in Bonn) war ein deutscher Gerichtsmediziner und Hochschullehrer.

## Leben
Ulrich Heifer wurde 1930 in Siegen als Sohn des Chemikers und „Heimatdichters“ Otto Heifer (1889–1969) geboren. Er studierte Medizin an der Rheinischen Friedrich-Wilhelms-Universität Bonn und wurde dort 1957 zum Doktor der Medizin promoviert. 1967 für das Fach Rechtsmedizin habilitiert, wurde er 1970 zum außerplanmäßigen Professor an der Universität Bonn ernannt. 1976 wurde er mit der kommissarischen Leitung des Instituts für Rechtsmedizin der Heinrich-Heine-Universität Düsseldorf betraut. Am 1. August 1978 erhielt er die Ernennung zum ordentlichen Professor und Direktor des Instituts für Rechtsmedizin an der Universität Bonn, dem er bis zu seiner Emeritierung 1996 vorstand.
Von 1983 bis 1984 und vom 1. Oktober 1986 bis zum 30. September 1987 war er Dekan der Medizinischen Fakultät, und vom 1. Oktober 1988 bis zum 30. September 1989 sowie vom 1. Oktober 1992 bis zum 30. September 1994 Senator der Universität.
Er forschte unter anderem auch zur Blutalkoholkonzentration und erhielt 1986 den nach Erik Widmark benannten Widmark-Award. 1988 erhielt er die Senator-Lothar-Danner-Medaille in Gold und 1990 die Goslar-Medaille der Deutschen Akademie für Verkehrswissenschaften. 2000 wurde er durch die Stiftung zur Förderung der rechtsmedizinischen Wissenschaft anlässlich der 79. Jahrestagung der Deutschen Gesellschaft für Rechtsmedizin mit dem Konrad-Händel-Stiftungspreis ausgezeichnet.

## Veröffentlichungen (Auswahl)
- Elektronische Dateninformation als Rekonstruktionsgrundlage tödlicher Verkehrsunfälle. 2 Bände. 1978.
- mit Horst Günther: Rechtsmedizin und Begutachtung in der zahnärztlichen Praxis. Thieme, Stuttgart 1984.